# Norileca borealis
Norileca borealis är en kräftdjursart som beskrevs av Javed och Yasmeen 1999. Norileca borealis ingår i släktet Norileca och familjen Cymothoidae. Inga underarter finns listade i Catalogue of Life.